# Lobelia boninensis
Lobelia boninensis là loài thực vật có hoa trong họ Hoa chuông. Loài này được Koidz. mô tả khoa học đầu tiên năm 1914.